# Moagem da Companhia Insular de Moinhos

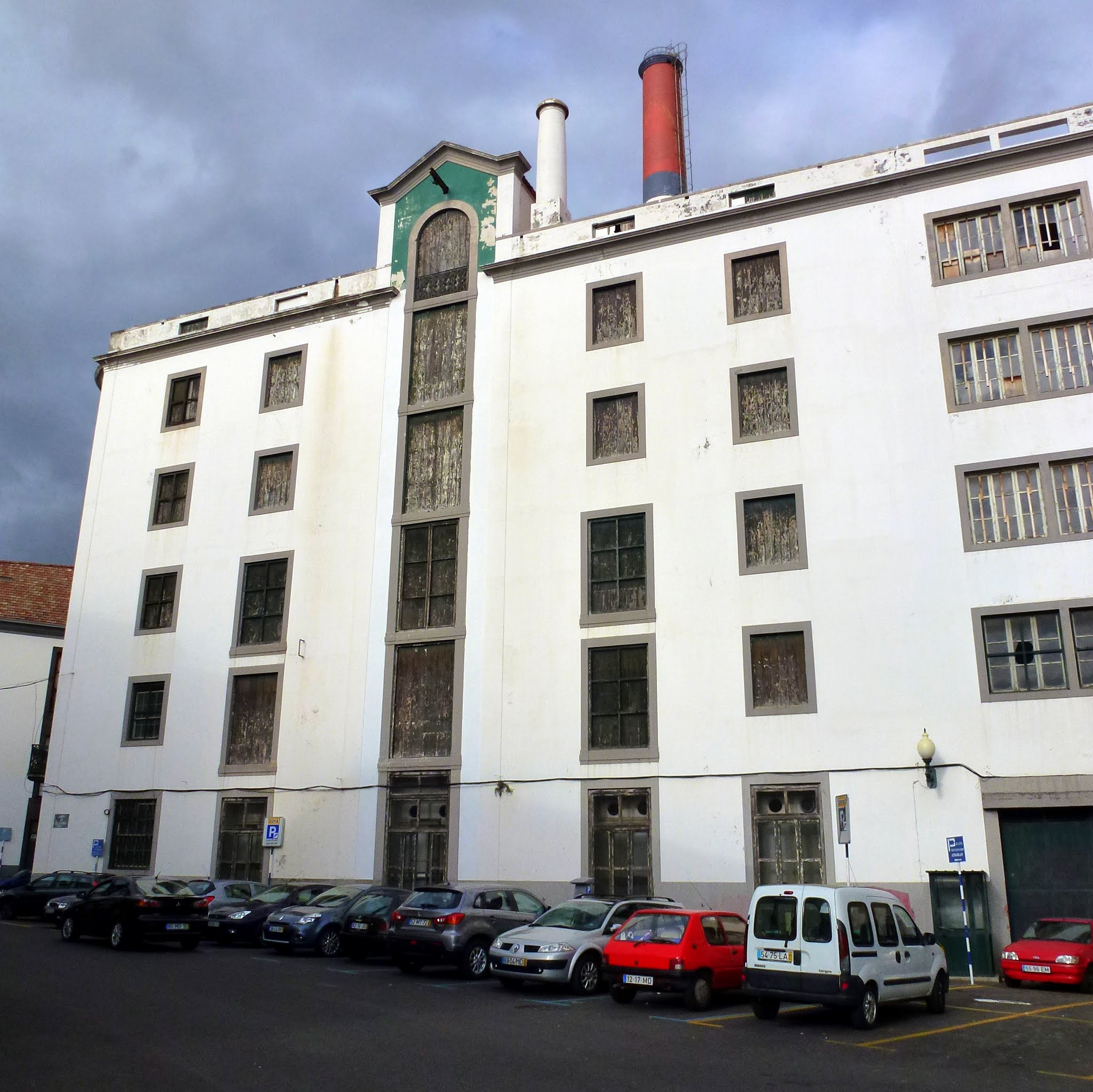
Edifício da moagem da Companhia Insular de Moinhos no Funchal em 2013

A Moagem da Companhia Insular de Moinhos é um edifício emblemático da cidade do Funchal, em Portugal, onde em tempos funcionou uma antiga moagem e fábrica de massas da Companhia Insular de Moinhos, localizado no quarteirão compreendido pelo Largo do Pelourinho, Travessa da Malta e Rua Visconde de Anadia. O edifício actual data de 1929-1930, tendo sido realizada uma profunda reforma em 1935. Nesse ano foi igualmente construída a sua alta chaminé do tipo fabril, constituindo-se desde então como referência na cidade do Funchal. Ao fim da tarde de 22 de Fevereiro de 2019 o edifício foi alvo de um violento incêndio que o destruiu parcialmente.

## Características
O edifício da antiga moagem foi construído em 1929-1930, em alvenaria de pedra basáltica argamassada, com argamassa de cal. Compreende cinco largos pisos, marcados por um corpo central, assinalado por uma banda colorida com o nome da firma. O piso superior tem uma água furtada, que em tempos esteve equipada com um guindaste, hoje apenas apontado. As janelas apresentam quase todas molduras de cantaria articuladas, hoje isoladas com pintura, mas ainda com os restos da cantaria visíveis. O canto que deita para a Rua Direita é arredondado, ostentando ainda antigos ferros forjados. O edifício inclui uma alta chaminé fabril, com a indicação de Insular, constituindo-se como um dos pontos de referência dos funchalenses desde 1935.
Segundo José Alberto Pimenta de Franca, director do Laboratório Regional de Engenharia Civil, após o incêndio de 22 de Fevereiro de 2019 as paredes encontravam-se na sua maioria aprumadas, embora rachadas. A chaminé está desequilibrada, sendo possível que já o estivesse antes.

## História

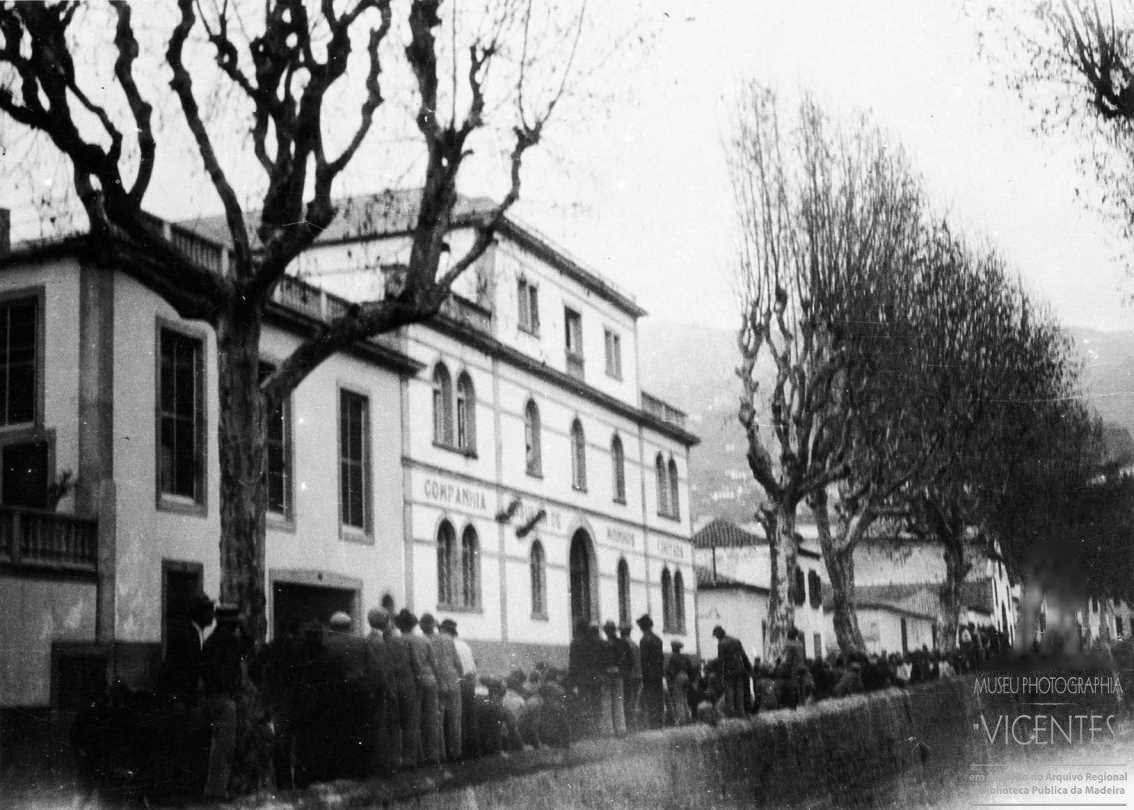
Fachada oriental da moagem e Ribeira de João Gomes durante a Revolta da Farinha em Fevereiro de 1931.

O actual edifício da Companhia Insular de Moinhos foi construído em 1929, destinando-se a albergar uma moagem de cereais.
Em 1930 a Fábrica dos Lavradores e Panificação, à Rua do Hospital Velho, fundiu-se com a Moagem da Companhia Insular de Moinhos Lda., passando a funcionar sob esta última firma, , levando à produção no ano seguinte ao denominado Decreto da Fome, sobre sobre o monopólio das farinhas, à Revolta da Farinha e a Revolta da Madeira. Em 1935, após a situação acalmar, a empresa reformulou o antigo edifício do Largo do Pelourinho, adquirindo toda a maquinaria da Fábrica de São Filipe, posteriormente conhecida como Socarma, que viria a ser destruída por um violento incêndio a 22 de Outubro de 1974. A maquinaria foi instalada na fábrica do Largo do Pelourinho, que ganhou assim grande capacidade de produção.
Em 2003 a Câmara Municipal do Funchal aprovou um projecto executado pelo gabinete do arquitecto João Francisco Caires para o edifício da antiga moagem, prevendo a sua reconversão num empreendimento imobiliário com apartamentos de luxo e lofts, à imagem das zonas históricas recuperadas em diversas cidades europeias e norte-americanas. Este projecto acabou por não seguir em frente, face ao interesse do Grupo Sá de juntar todo o quarteirão no mesmo projecto.
Em Abril de 2009 o Grupo Sá, proprietário do imóvel há vários anos, anunciou a intenção de adquirir todo o quarteirão delimitado pela Rua do Anadia, Travessa da Malta, Rua Direita e Praça do Pelourinho, declarando estar a negociar a aquisição de outros prédios, com um conjunto de diversos proprietários e inquilinos, contíguos à antiga moagens. Rui Sá, então administrador do grupo, afirmou a intenção de ali construir um complexo imobiliário de acordo com a traça actual, com diversas valências e áreas de serviços, com a ideia de criar uma nova centralidade na baixa do Funchal, implicando um novo plano de reconversão urbana de todo o quarteirão. Segundo Rui Sá, essa centralidade seria reforçada com a construção de um hotel de cidade naquele espaço, cujo desenho estava a ser executado, continuando nas mãos de João Francisco Caires. O administrador do grupo afirmou então, no entanto, que aquele não era um projecto prioritário, tanto pela situação então recomendar alguma cautela, como por o grupo económico da família, liderado pelo conhecido empresário Jorge Sá, ter então outras prioridades.
A Câmara Municipal anunciou então que a calçada da Travessa da Malta, retirada pelos funcionários camarários, seria reposta após a apresentação do projecto previsto para o quarteirão. O então vice-presidente da autarquia, Bruno Pereira afirmou então que toda a zona que seria intervencionada havia sido previamente fotografada para servir de comprovativo, após o que a câmara obrigaria o empresário a recolocar a calçada segundo o traçado existente antes das obras, explicando que as pedras da calçada se encontravam guardadas no armazém da Câmara, na zona da Fundoa, sendo provisoriamente colocado um pavimento de alcatrão.
Em 2017, o edifício e todo o quarteirão onde está implantado foi vendido pelo Grupo Sá, por escritura celebrada a 4 de Agosto pelo valor de 7,5 milhões de euros, ao Grupo AFA, que igualmente demonstrou intenção de requalificar o quarteirão e transformá-lo num hotel de cidade, cuja concretização estava prevista para 2020.
Em 2019 o edifício encontrava-se devoluto e degradado, sendo utilizado como local de pernoita por sem-abrigo. Segundo o presidente da autarquia, Paulo Cafôfo, entre Maio de 2018 e Fevereiro de 2019 o Grupo AFA foi notificado cinco vezes sobre esta situação, tendo sido efectuadas quatro vistorias ao edifício e tomadas algumas medidas preventivas com vista a evitar a intrusão de pessoas naquele espaço.
A 4 de Fevereiro de 2019 os condóminos do vizinho Edifício Ornelas 56, situado entre a Rua Dr. Fernão de Ornelas e a Travessa da Malta, alertaram a Câmara Municipal para o risco de incêndio nos edifícios devolutos circundantes, dada a facilidade de intrusão nos mesmos por marginais e toxicodependentes que nos últimos meses se reuniam na Travessa da Malta.

### Incêndio

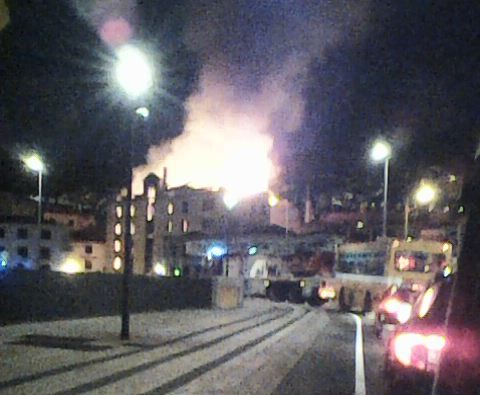
Edifício da moagem da Companhia Insular de Moinhos em chamas visto da Praça da Autonomia

Às 19:15 da tarde de 22 de Fevereiro de 2019 foi dada nota de que um incêndio havia deflagrado no edifício. Poucos minutos depois, às 19:22, a primeira corporação de bombeiros chegou ao local. A redacção do Diário de Notícias, situada junto ao edifício em chamas, foi imediatamente evacuada. Pelas 19:30 o fogo encontrava-se descontrolado.
Ainda antes das 20.20 os bombeiros retiraram um homem do edifício com o auxílio de uma escada. Um outro indivíduo que se encontrava no seu interior na altura do foco conseguiu sair por seus próprios meios. Alguns pequenos fogos deflagraram em edifícios vizinhos à Travessa da Malta.

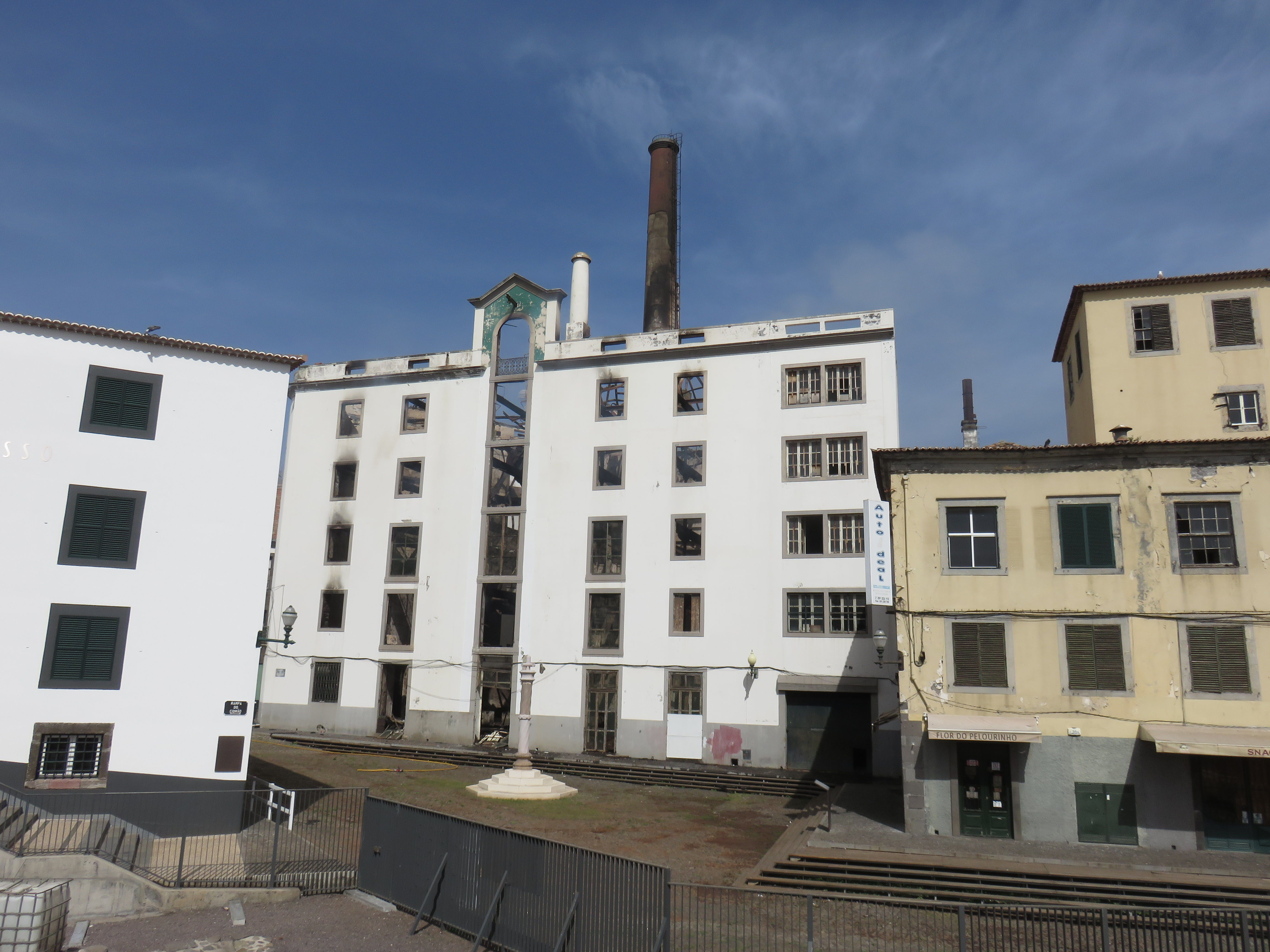
Ruínas da antiga moagem vistas da Rua 31 de Janeiro no dia após o incêndio.

Às 21:00 horas o incêndio continuava activo no quarteirão entre a Travessa de Malta e o Largo do Pelourinho, encontrando-se no local duas corporações de bombeiros, os Bombeiros Voluntários Madeirenses e os Bombeiros Sapadores do Funchal, com o apoio de quatro viaturas autotanques e duas ambulâncias. À mesma hora, a Câmara Municipal do Funchal emitiu um comunicado pedindo à população que evitasse a circulação na baixa do Funchal, sobretudo na zona do Largo do Pelourinho. O Serviço Municipal de Protecção Civil encontrava-se no local a coordenar a operação em conjunto com os Sapadores do Funchal. Além dos Voluntários Madeirenses, participavam no combate ao fogo os Bombeiros Municipais de Santa Cruz, os Bombeiros Voluntários de Câmara de Lobos, a Polícia de Segurança Pública e duas guarnições da Guarda Nacional Repúblicana, com 24 viaturas no terreno e 63 bombeiros. A zona em redor foi evacuada, tendo sido instalado um perímetro de segurança que abrange a Rua Fernão de Ornelas, a zona do Mercado dos Lavradores e a Praça da Autonomia, encontrando-se a circulação interdita a pessoas e veículos.
Às 21:40 a Câmara Municipal do Funchal anunciou que o fogo se encontrava circunscrito, caso as condições meteorológicas não se alterassem, já não se observando a essa hora labaredas no edifício. Miguel Gouveia, vice-presidente da autarquia funchalense, anunciou que após a extinção do incêndio a área em torno do edifício ficará interdita à circulação de pessoas até ser feita uma vistoria à estrutura para avaliar a sua solidez, por forma a assegurar que não há risco da estrutura colapsar.
Às 22:00 a normalidade foi restabelecida no local, voltando a funcionar a redacção do Diário de Notícias, e regressando os moradores às suas habitações.
Embora as causas do incêndio sejam ainda desconhecidas, cinco suspeitos que na altura do sinistro se encontravam no interior do edifício foram interrogados, sendo depois libertados.

É esperada a 25 de Fevereiro uma avaliação técnica pelo Laboratório Regional de Engenharia Civil sobre a estabilidade do edifício.

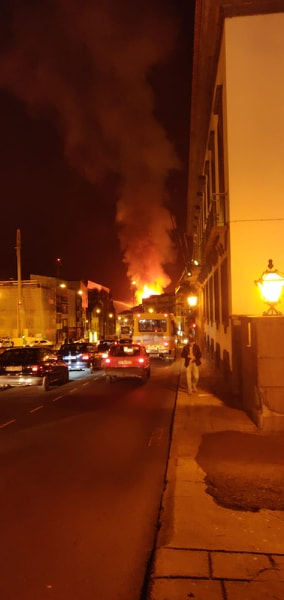
Incêndio visto do Campo da Barca
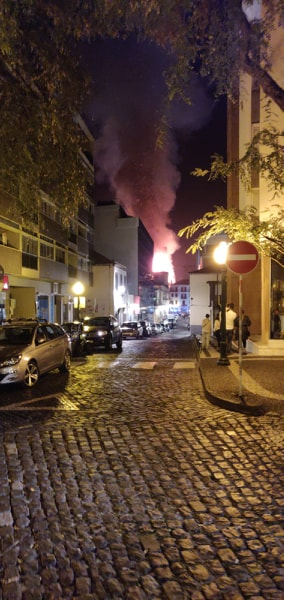
Vista a partir do Largo Jaime Moniz
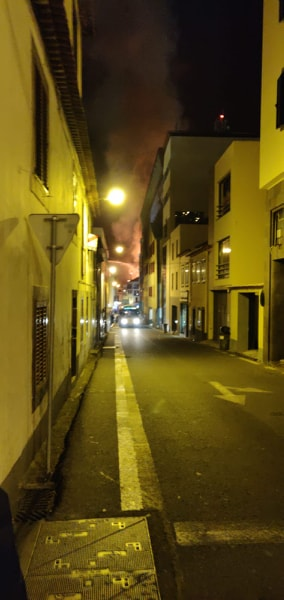
Incêndio visto através da Rua da Infância
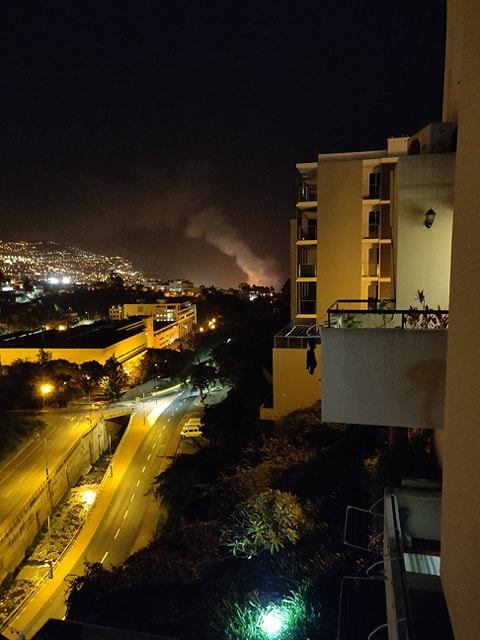
Incêndio visto de Santo António